# Urapteroides hermaea
Urapteroides hermaea är en fjärilsart som beskrevs av Druce 1888. Urapteroides hermaea ingår i släktet Urapteroides och familjen Uraniidae. Inga underarter finns listade i Catalogue of Life.